# Ectoedemia arisi
Ectoedemia arisi là một loài bướm đêm thuộc họ Nepticulidae. Nó được miêu tả bởi Puplesis năm 1984. Nó được tìm thấy ở vùng Viễn Đông Nga và Nhật Bản.